# Пак Вонбин
Пак Вонбин (кор. 박원빈, англ. Park Wonbin; род. 2 марта 2002 года, Ульсан, Южная Корея) — южнокорейский певец, танцор и гитарист, участник бойз−бэнда RIIZE, сформированного в 2023 году компанией SM Entertainment.

## Биография
Вонбин родился 2 марта 2002 года в городе Ульсан, Южная Корея. В возрасте 10 лет он увидел, как его отец играет на гитаре, что вдохновило его начать обучение. В школьные годы Вонбин занимался лёгкой атлетикой и в 2014 году занял первое место на городских соревнованиях.

## Карьера

### Пре−дебют
В 2019 году Вонбин был замечен представителями SM Entertainment через социальные сети и приглашён на прослушивание. На прослушивании он исполнил песню Пола Кима «Green Light» и успешно прошёл кастинг, став трейни компании.

### 2023: Дебют с RIIZE
1 августа 2023 года официально SM Entertainment представила Вонбина как одного из семи участников RIIZE. Группа дебютировала 4 сентября 2023 года с сингловым альбомом Get A Guitar.

## Личная жизнь
Вонбин близок со своими родителями, которые подарили ему подвеску−звёздочку с их инициалами − он носит её постоянно как талисман.